# Liste der Bodendenkmale in Regis-Breitingen
In der Liste der Bodendenkmale in Regis-Breitingen sind die Bodendenkmale der Stadt Regis-Breitingen und ihrer Ortsteile nach dem Stand der Auflistung von Klaus Kroitzsch und Harald Quietzsch aus dem Jahr 1984 aufgelistet. Eventuelle Änderungen und Ergänzungen, insbesondere aus der Zeit nach der Wende, sind nicht berücksichtigt, da für Sachsen aktuell keine neueren allgemein zugänglichen Bodendenkmallisten vorliegen. Die Baudenkmale sind in der Liste der Kulturdenkmale in Regis-Breitingen aufgeführt.
| Denkmal-ID | Fundart            | Ortsteil | Bezeichnung | Zeitstellung            | Lage                                                                        | Bemerkungen | Bild |
| ---------- | ------------------ | -------- | ----------- | ----------------------- | --------------------------------------------------------------------------- | --- | ---- |
| ?          | Befestigung > Burg | Regis    | Wehranlage  | Mittelalter (nach 1043) | östlich des Orts, Friedhofsbereich, Niederung am ehemaligen Lauf der Pleiße | Niederungsburg, verebnet, die Friedhofsmauer sitzt im Osten und Süden auf der Außenböschung der Burg auf, Schutz seit 17. November 1937, erneuert 10. Oktober 1958 |      |